# Biga
Biga ist eine Stadt und der Sitz eines Landkreises im Nordosten der türkischen Provinz Çanakkale. In Biga lebt etwa 62 Prozent der Kreisbevölkerung, damit ist Biga nach der Provinzhauptstadt Çanakkale die bevölkerungsreichste Stadt in dieser Provinz. Biga gilt außerdem als Schulstadt und beherbergt jährlich an die 2000 Studenten. Der Fluss Biga Çayı, der antike Granikos, teilt die Stadt in zwei Hälften. Trotz der Nähe zum Meer hat Biga keine eigene Küste.

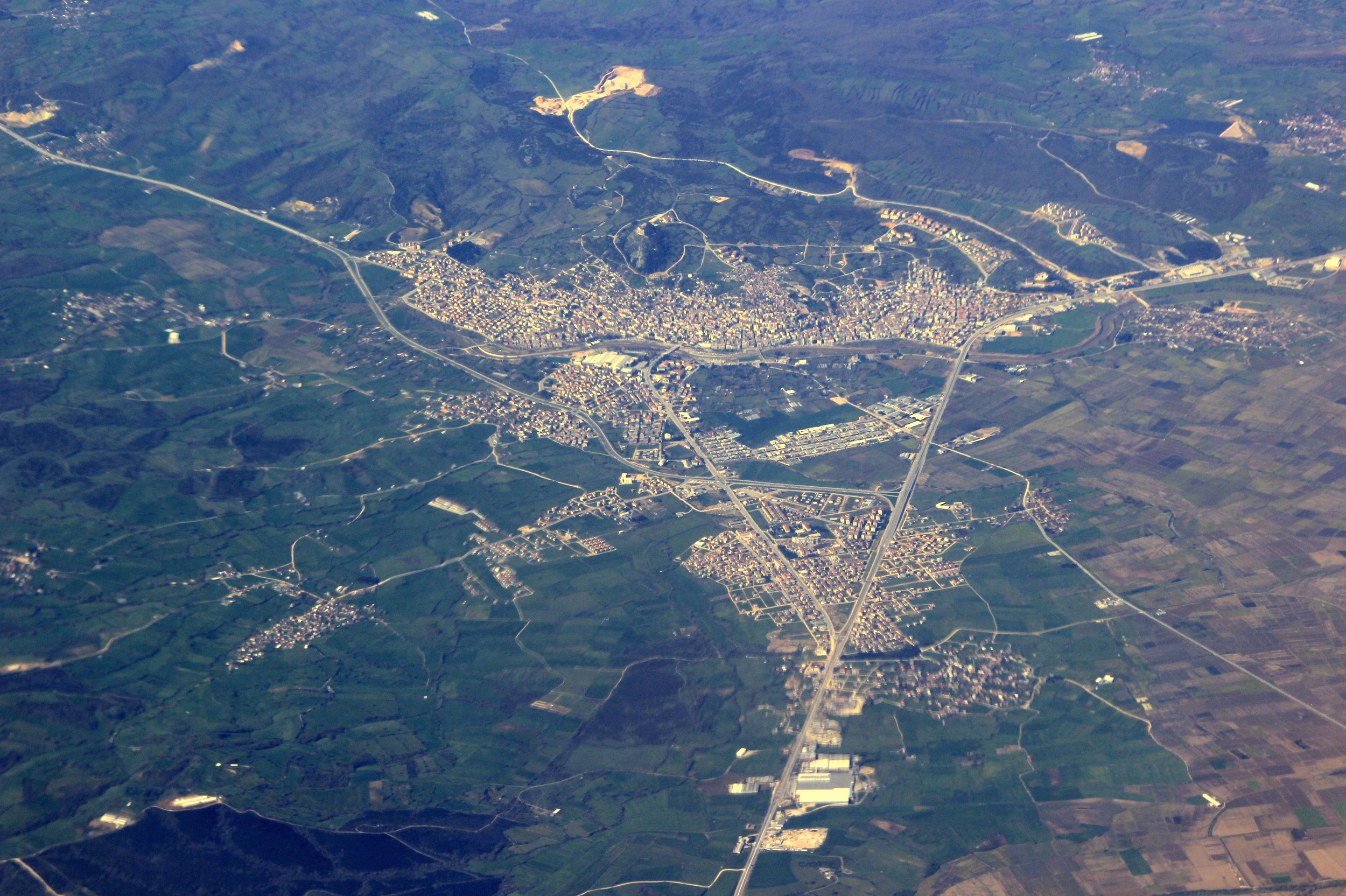
Luftbild der Stadt

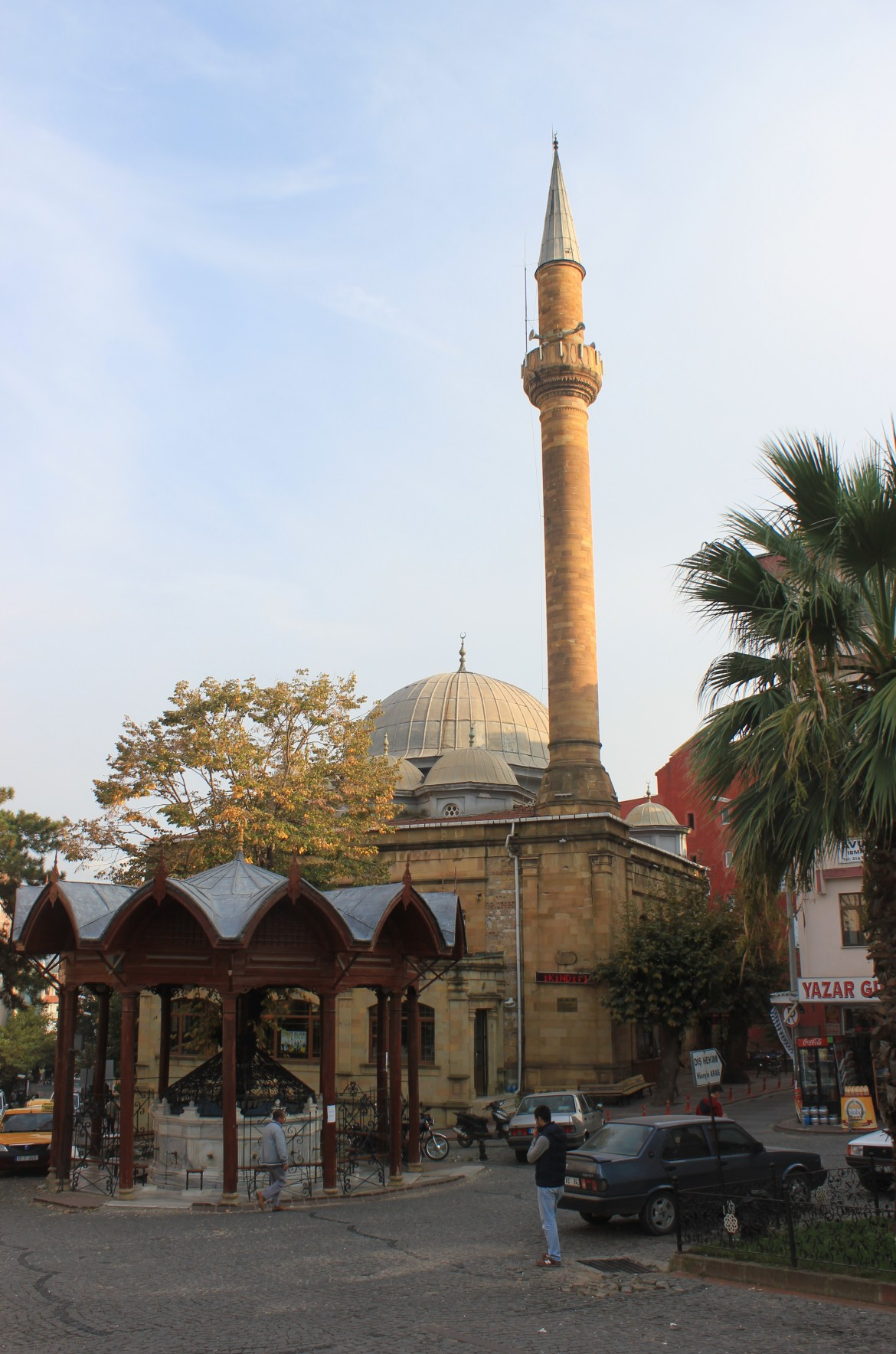
Moschee und Brunnen am zentralen Platz

Der Landkreis ist der zweitgrößte der Provinz und grenzt im Norden an das Marmarameer, östlich an den Kreis Gönen in der Provinz Balıkesir, südlich an den Kreis Çan und westlich an den Kreis Lapseki. Die Bevölkerungsdichte ist etwa um ein Viertel höher als der Provinzdurchschnitt.
Neben der Landwirtschaft ist auch die Stahlindustrie ein entscheidender Wirtschaftsfaktor. Politisch besteht der Kreis neben der Kreisstadt und den beiden Gemeinden (Belediye, Belde) Gümüşçay (1972) und Karabiga (2934 Einw.) noch aus 108 Dörfern (Köy) mit durchschnittlich 272 Bewohnern. Damit ist Biga der Kreis mit der höchsten Anzahl an Dörfern (Provinzdurchschnitt: 48). Vier Dörfer haben mehr als 1000 Einwohner: Ağaköy (1676), Örtülüce (1245), Balıklıçeşme (1192) und Yeniçiftlik (1102 Einw.).